# دایهاتسو پیزر
دایهاتسو پیزر (Daihatsu Pyzar) خودرویی است که در سال‌های ۱۹۹۶ تا ۲۰۰۲تولید شده‌است.
این خودرو در کلاس مینی ام‌پی‌وی قرار گرفته و طول آن در حالت طبیعی ۴٫۰۸ متر (۱۶۰٫۶ اینچ) است. سیستم جعبه‌دندهٔ آن ۴ دنده به دو صورت خودکار و دستی است.